# 프렘 찬드

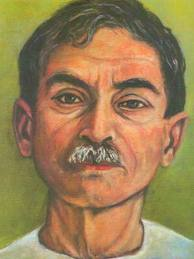

프렘 찬드(Prem Chand, 1880년~1936년)는 인도의 힌디 작가로서 본명은 단파트 라에라고 한다. 처음에는 우르두어로 저술활동을 하였으나 후에 힌디어로 바꾸었다. 그러나 자기의 작품만은 스스로 번역하여 우르두어로도 발표하여 힌디·우르두 양언어의 근대 산문학의 시조(始祖)로 불린다.
단편 300여, 장편 11편을 발표하여 스스로 '펜의 노동자'라 칭하며, 대중에 대한 깊은 동정을 가지고 사실(寫實) 속에 이상을 엮어 넣어 라지푸트 기질, 독립운동·농민·노동자의 생활을 묘사한 단편은 물론, 살아 있는 근대사라고 불릴 정도로 시대를 잘 반영한 장면도 높이 평가되고 있다. 특히 최후의 장편 <고단>(牛의 供養)은 불후의 명작이라고 한다.